# Tripoli (Libanon)
 Denne artikel omhandler Libanons næststørste by. Opslagsordet har også en anden betydning, se Tripoli.
Tripoli (arabisk: طَرَابُلُس, Tarabulus ) er den næststørste by i Libanon. Den ligger i den nordlige del af landet, ca. 82 km nord for hovedstaden Beirut i en højde af ca. 31 moh.  Tripoli har 45 bygninger, der er registreret som historiske. 
Byen har en havn og er et handels- og industricentrum for blandt andet olie, sæbe, bomuld, svampefiskeri, frugt og tobak. 
Befolkningen er omkring 500 000. Sunni-muslimer udgør 80 procent af befolkningen.

## Historie
Tripoli stammer sandsynligvis fra det 9. århundrede f.Kr. , hvor den blev etableret af fønikerne som en handelsstation under navnet Athar, men der har boet mennesker på stedet siden det 14. århundrede f.Kr.. 
Handelsstationen voksede, da der kom arbejdere fra Sidon, Tyrus (i dag Tartus i Syrien) og Arwad. De arbejdede i hvert sit område, hvilket gav byen sit græske navn Tripolis, hvilket betyder de tre byer. Tripoli havde fremgang under seleukiderne og romerne, men blev i 543 ramt af et jordskælv, der ødelagde såvel havneområdet som hele byen totalt. Byen blev dog genopbygget i 635 af den syriske guvernør, generalen af Mu’awiyah, der besatte byen. Byzantinerne hjalp dem dog ud ad søvejen mellem 685 og 705.
Mamelukkernes sultan, Qalaun, smadrede det meste af byen i 1289 og jævnede havnebyen med jorden, hvorefter han byggede sin egen by rundt om Raymond de Saint-Gilles-citadellet, hvorefter byen atter blomstrede. Denne gang under islamisk lov. Osmanerne overtog byen under sultan Selim I i 1516
Byen led også under den interpalæstinensiske opstand i 1983. 